# Marietta Piccolomini
Marietta Piccolomini, właśc. Maria Teresa Violante Piccolomini Clementini (ur. 5 marca 1834 w Sienie, zm. 11 grudnia 1899 we Florencji) – włoska śpiewaczka operowa, sopran.
Pochodziła z włoskiej rodziny szlacheckiej. Już w młodości pobierała lekcje muzyki u Pietra Romaniego (1791–1877), kompozytora, dyrygenta i nauczyciela śpiewu z florentyńskiej Akademii Sztuk Pięknych. Mimo protestów ojca rozpoczęła karierę sceniczną, debiutując w Rzymie (listopad 1852), w operze seria Gaetana Donizettiego Poliuto skomponowanej do libretta na podstawie tragedii Pierre’a Corneille’a. Następnie śpiewała we Florencji, we wcześniejszej operze Donizettiego Lucrezia Borgia. W roku 1853 występowała w Pizie jako Gilda w Rigoletcie Verdiego, a w roku 1855 w Turynie jako Violetta w Traviacie, odnosząc ogromny sukces.
21 maja 1856 roku wystąpiła w londyńskiej premierze Traviaty w Her Majesty’s Theatre, a 6 grudnia 1856 roku zaśpiewała Violettę w Comédie-Italienne, w pierwszym francuskim wystawieniu tej opery. Niektórzy krytycy wspominali co prawda o niedostatkach wokalnych Piccolomini, ale wszyscy zgodnie chwalili jej talent dramatyczny. Cesarzowa Eugenia nie mogąc przybyć na spektakl, który cieszył się wielkim powodzeniem u publiczności, zażądała od dyrektora teatru, Toribia Calzado, by zorganizował dodatkowe przedstawienie, specjalnie dla niej i dla jej męża Napoleona III.
Wkrótce włączyła do swojego repertuaru partie z kolejnych oper Donizettiego: Marie z Córki pułku i Norinę z Don Pasqualego. W roku 1857 wróciła do Anglii, gdzie 5 maja zaśpiewała tytułową Łucję z Lammermooru Donizettiego, a później Zerlinę w Don Giovannim i Zuzannę w Weselu Figara Mozarta. Następnie udała się wraz z tenorem Antoniem Giulinim (1825–1865) w tournée po Anglii, Szkocji i Irlandii, a później po Holandii i Niemczech. W roku 1858, po kilku spektaklach w Her Majesty’s Theatre (Amina w Lunatyczce Belliniego, Luiza Miller Verdiego, Serpina w Służącej panią Paisiella), wyjechała do Stanów Zjednoczonych, gdzie występowała z powodzeniem do roku 1859. Po powrocie do Londynu zaśpiewała w kilkunastu operach wystawionych w Theatre Royal, między innymi w Trubadurze Verdiego. Z kolei na koncercie w Brighton po raz pierwszy wykonała pieśń Il baccio (Pocałunek), którą Luigi Arditi skomponował specjalnie dla niej. W kwietniu 1860 roku pożegnała się z Her Majesty’s Theatre, wystąpiwszy w premierze Alviny Fabia Campany. W grudniu, po powrocie do Włoch, pojawiła się na scenie florentyńskiego Teatro Pagliano, podczas kwesty na zakup broni dla garybaldczyków. Zaśpiewała wtedy, dwukrotnie bisując, wiersz Giosuè Carducciego Alla Croce di Savoia (Do krzyża sabaudzkiego) z muzyką Carla Romaniego (1824–1875).
W maju 1860 roku została żoną markiza Francesca Caetaniego della Fargna (1824–1906) i zrezygnowała z występów scenicznych. Od tego czasu śpiewała rzadko, przede wszystkim na koncertach charytatywnych i prywatnych spotkaniach. Jedynie w roku 1863 pojechała z własnej inicjatywy do londyńskiego Theatre Royal, żeby wesprzeć Benjamina Lumleya, swojego dawnego impresaria, który popadł w ruinę, a kiedyś pomagał jej w europejskiej karierze.
Zmarła na zapalenie płuc 23 grudnia 1899. Została pochowana we Florencji na cmentarzu Porte Santa.